# 배지 (미생물학)

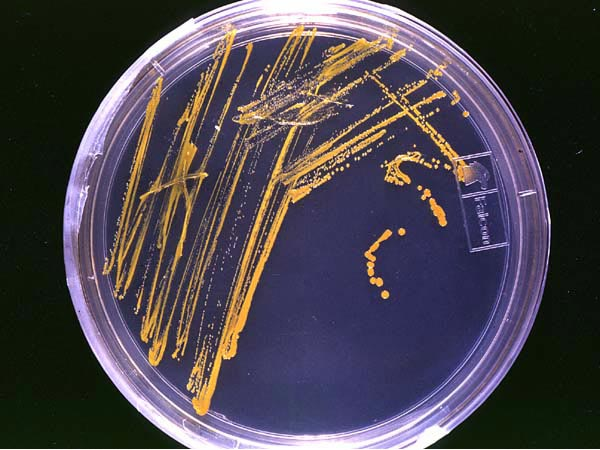
한천배지. 세균을 배양하기 위한 배지로서, 주황색으로 나타난 것은 세균 군집이다.

배지(培地), 또는 배양기(culture medium)란, 미생물이나 세포, 혹은 이끼 같은 작은 식물 등을 증식시키기 위해 고안된 액체나 젤 상태의 영양원이다. 배양할 세포의 종류에 따라 각기 다른 종류의 배지를 사용한다.
배지는 크게 세포배지와 미생물배지의 두 종류로 나뉜다. 세포배지란 식물이나 동물에서 유래한 특정 세포를 배양하기 위한 종류의 배지이며, 미생물배지는 세균이나 효모 같은 미생물들을 증식시키는 데 사용되는 배지이다. 미생물배지의 기본 성분은 영양분 혼합물과 우무이다. 일부 생물체들은 증식을 하기 위하여 특별한 환경이 필요하여 증식시키기 까다로운 경우도 있다. 예를 들어, 바이러스는 숙주 세포에 기생을 해야 증식할 수 있기 때문에 배지에 살아있는 숙주 세포를 첨가하여야 한다.

## 종류
미생물에 대한 가장 일반적인 배지는 액체 영양 배지(liquid nutrient medium) 또는 LB 배지이다. 액체 배지는 종종 한천과 혼합되고 멸균 배지 디스펜서를 통해 페트리 접시에 부어 고형화된다. 이 한천 플레이트는 미생물이 배양될 수 있는 고체 배지를 제공한다. 극소수의 박테리아만이 한천을 분해할 수 있기 때문에 고체 상태를 유지한다(Cytophaga, Flavobacterium, Bacillus, Pseudomonas 및 Alcaligenes 속의 일부 종은 예외). 액체 배양에서 자란 박테리아는 종종 콜로이드 현탁액을 형성한다.
세포 배양에 사용되는 배지와 미생물 배양에 사용되는 배지의 차이점은 전체 유기체에서 유래하고 배양에서 성장한 세포는 예를 들어 일반적으로 생체 내에서 발생하는 호르몬 또는 성장 인자의 추가 없이는 종종 성장할 수 없다는 것이다. 동물 세포의 경우 이러한 어려움은 배지에 혈청을 추가하거나 합성 혈청을 대체함으로써 해결되는 경우가 많다. 미생물의 경우 대개 단세포 유기체이기 때문에 그러한 제한이 없다. 또 다른 주요 차이점은 배양 중인 동물 세포가 종종 부착되는 평평한 표면에서 성장하고 배지가 세포를 덮는 액체 형태로 제공된다는 것이다. 대조적으로, 대장균과 같은 박테리아는 고체 또는 액체 배지에서 성장할 수 있다.
배지 유형 간의 중요한 차이점은 정의된 배지와 정의되지 않은 배지의 차이이다. 정의된 배지에는 모든 성분의 알려진 양이 있다. 미생물의 경우 미생물에 필요한 미량 원소와 비타민, 특히 정의된 탄소 및 질소 공급원으로 구성된다. 포도당 또는 글리세롤은 종종 탄소원으로 사용되며 암모늄 염 또는 질산염은 무기 질소원으로 사용된다. 정의되지 않은 배지에는 효모 추출물 또는 카제인 가수분해물과 같은 일부 복잡한 성분이 있으며, 이는 알 수 없는 비율로 많은 화학 종의 혼합물로 구성된다. 정의되지 않은 배지는 가격에 따라 선택되고 때로는 필요에 따라 선택된다. 일부 미생물은 정의된 배지에서 배양된 적이 없다.
배지의 좋은 예는 맥주를 만드는 데 사용되는 맥아즙이다. 맥아즙에는 효모 성장에 필요한 모든 영양소가 포함되어 있으며 혐기성 조건에서는 알코올이 생성된다. 발효 과정이 완료되면 중간 미생물과 휴면 미생물의 조합(이제 맥주)은 소비할 준비가 된 것이다. 주요 유형은 다음과 같다.

### 배양 배지
배양 배지(Culture media)는 대부분의 박테리아가 성장에 필요한 모든 요소를 포함하고 선택적이지 않으므로 실험실 배양 컬렉션에 보관된 박테리아의 일반적인 배양 및 유지 관리에 사용된다.
정의되지 않은 배지(기본 또는 복합 배지라고도 함)에는 다음이 포함된다.
- 포도당과 같은 탄소원
- 물
- 다양한 소금
- 탄소 및 지방 공급원(예: 쇠고기, 효모 추출물). 이것은 소스가 다양한 화합물을 포함하기 때문에 정의되지 않은 배지이다. 정확한 구성은 불명.

정의된 배지(화학적으로 정의된 배지 또는 합성 배지라고도 함)는 다음과 같은 배지이다.
- 사용된 모든 화학 물질이 알려져 있다.
- 효모, 동물 또는 식물 조직이 존재하지 않음

#### 영양 배지의 예시
- 영양 한천(Nutrient agar)
- 플레이트 카운트 한천(plate count agar)
- TSA 배지(trypticase soy agar)

### 최소 배지
최소 배지(Minimal media)는 성장을 지원하기에 충분한 성분만 있는 정의된 배지이다. 최소한의 배지에 첨가해야 하는 성분의 수는 어떤 미생물을 키우느냐에 따라 크게 달라진다. 최소 배지는 일반적으로 아미노산이 없는 상태에서 군체 성장에 가능한 최소한의 영양소를 포함하며 미생물학자와 유전학자가 야생형 미생물을 성장시키기 위해 종종 사용한다. 최소 배지를 사용하여 재조합 또는 접합체를 선택하거나 이에 대해 선택할 수도 있다.
최소 배지에는 일반적으로 다음이 포함된다.
- 포도당과 같은 당 또는 석시네이트와 같이 에너지가 덜 풍부한 공급원일 수 있는 탄소 공급원
- 박테리아 종 및 성장 조건에 따라 다를 수 있는 다양한 염; 이들은 일반적으로 마그네슘, 질소, 인 및 황과 같은 필수 요소를 제공하여 박테리아가 단백질과 핵산을 합성할 수 있도록 한다.
- 물

보충 최소 배지는 단일 선택된 제제, 일반적으로 아미노산 또는 당도 포함하는 최소 배지이다. 이 보충은 영양요구성 재조합체의 특정 계통의 배양을 허용한다.

### 선별 배지
선별 배지(Selective media)는 선별된 미생물만 증식시키는 데 사용된다. 예를 들어, 미생물이 암피실린이나 테트라사이클린과 같은 특정 항생제에 내성이 있는 경우 해당 항생제를 배지에 추가하여 내성이 없는 다른 세포의 성장을 방지할 수 있다. 프롤린과 같은 아미노산이 결핍된 배지는 합성할 수 없는 대장균과 함께 유전체학이 출현하기 전에 세균 염색체를 매핑하는 데 일반적으로 사용되었다.
선별 배지는 또한 항생제 내성 또는 특정 대사 산물 합성 능력과 같은 특정 특성을 가진 세포의 생존 또는 증식을 보장하기 위해 세포 배양에 사용된다. 일반적으로 특정 유전자 또는 유전자의 대립유전자의 존재는 세포에 선별 배지에서 성장할 수 있는 능력을 부여한다. 이러한 경우 유전자를 마커라고 한다.
진핵 세포용 선별 배지는 일반적으로 네오마이신 내성 유전자를 마커로 포함하는 플라스미드로 성공적으로 형질감염된 세포를 선택하기 위해 네오마이신을 함유한다. Gancyclovir는 각각의 마커인 단순 헤르페스 바이러스 티미딘 키나제를 운반하는 세포를 특이적으로 죽이는 데 사용되기 때문에 규칙에 대한 예외이다.

#### 선별 배지의 예시
- 에오신 메틸렌 블루는 그람 양성균에 유독한 염료를 함유하고 있다. 그것은 대장균군에 대한 선택적이고 차별적인 배지이다.
- YM(효모추출물, 맥아추출물 한천)배지는 pH가 낮아 세균의 증식을 억제한다.
- MacConkey 배지는 그람 음성균용이다.
- Hektoen enteric agar는 그람음성균에 대해 선택적이다.
- HIS-selective 배지는 아미노산 히스티딘이 결핍된 유형의 세포 배양 배지이다.
- Mannitol salt agar는 그람 양성균에 대해 선택적이며 만니톨에 대해서는 감별법이다.
- Xylose lysine deoxycholate는 그람음성균에 대해 선택적이다.
- 완충된 숯 효모 추출물 한천은 특정 그람 음성 박테리아, 특히 레지오넬라 뉴모필라에 대해 선택적이다.
- Baird-Parker 한천은 그람 양성 포도구균용이다.
- Sabouraud의 한천은 낮은 pH(5.6)와 높은 포도당 농도(3-4%)로 인해 특정 균류에 선택적이다.
- DRBC(dichloran rose bengal chloramphenicol agar)는 식품의 곰팡이와 효모를 계수하기 위한 선택 배지이다. 디클로란(Dichloran)과 장미 벵갈(rose bengal)은 곰팡이 군체의 성장을 제한하여 무성한 종의 과성장을 방지하고 군체의 정확한 계수를 돕는다.[7]

### 차이 배지
차등 배지(Differential media) 또는 지표 배지(indicator media)는 한 미생물 유형을 동일한 배지에서 자라는 다른 유형과 구별한다. 이 유형의 배지는 배지에 첨가된 특정 영양소 또는 지표(예: 뉴트럴 레드, 페놀 레드, 에오신, 또는 메틸렌 블루) 존재하에서 성장하는 미생물의 생화학적 특성을 사용하여 미생물의 정의 특성을 가시적으로 나타낸다. 이러한 배지는 미생물의 검출에 사용되며 분자생물학자는 박테리아의 재조합 균주를 검출하는 데 사용된다.

#### 차동 배지의 예시
- 혈액 한천( 연쇄상 구균 검사에 사용됨)에는 Streptococcus pyogenes 및 Staphylococcus aureus와 같은 β-용혈성 유기체가 있을 때 투명해지는 소 심장 혈액이 들어 있다.
- 에오신 메틸렌 블루는 유당 발효에 대한 차등이다.
- Granada 배지는 이 배지에서 독특한 붉은 집락으로 자라는 Streptococcus agalactiae(그룹 B 연쇄상구균)에 대해 선택적이고 차별적이다.
- MacConkey 한천은 유당 발효에 대한 차등이다.
- 만니톨 염 한천은 만니톨 발효에 대한 차등이다.
- X-gal 플레이트는 lac 오페론 돌연변이에 대해 차등적이다.

### 운송 배지
운송 배지(transport media)는 다음 기준을 충족해야 한다.
- 배양을 위해 실험실로 운반되는 표본의 임시 보관
- 농도를 변경하지 않고 표본에 있는 모든 유기체의 생존력 유지
- 완충액과 소금만 함유
- 미생물 증식을 방지하기 위해 탄소, 질소 및 유기 성장 인자의 부족
- 혐기성 미생물 분리에 사용되는 운송 배지에는 분자 산소가 없어야 한다.

#### 운송 배지의 예시
- Thioglycolate 국물은 엄격한 혐기성 미생물을 위한 것이다.
- 스튜어트 수송배지는 산화방지를 위한 환원제와 중화시키는 목탄을 함유한 무영양 연질 배지이다.
- 임균에는 특정 박테리아 억제제가 사용되고 장내 세균에는 완충 글리세롤 식염수가 사용된다.
- Venkataraman Ramakrishna(VR) 배지는 V. cholerae에 사용된다.

## 강화 배지
강화 배지(Enriched media)에는 까다로운 유기체를 포함하여 다양한 유기체의 성장을 지원하는 데 필요한 영양소가 들어 있다. 그들은 일반적으로 표본에 존재하는 많은 다른 유형의 미생물을 수확하는 데 사용된다. 혈액 한천은 영양이 풍부한 전혈이 기본 영양소를 보충하는 농축 배지이다. 초콜릿 한천에는 열처리된 혈액(40–45 °C 또는 104–113 °F)이 풍부하여 갈색을 띄며, 혈액 한천에서 배양되지 않는 나이세리아나 헤모필루스 등의 세균들을 배양할 수 있다.

## 생리학적 관련성
배양 배지의 선택은 특히 대사 연구에 대한 조직 배양 실험 결과의 생리학적 관련성에 영향을 미칠 수 있다. 또한, 대사 유전자에 대한 세포주의 의존성은 배지 유형에 의해 영향을 받는 것으로 나타났다. 여러 세포주와 관련된 연구를 수행할 때 모든 세포주에 대해 균일한 배양 배지를 활용하면 생성된 데이터세트의 편향을 줄일 수 있다. 영양소의 생리학적 수준을 더 잘 나타내는 배지를 사용하면 시험관 내 연구의 생리적 관련성을 향상시킬 수 있으며 최근에는 Plasmax 및 인간 혈장 유사 배지(HPLM)와 같은 배지 유형이 개발되었다.

## 같이 보기
- 분류:배지 (생물학)
- LB배지
- 평판계수법